# Dźwigar

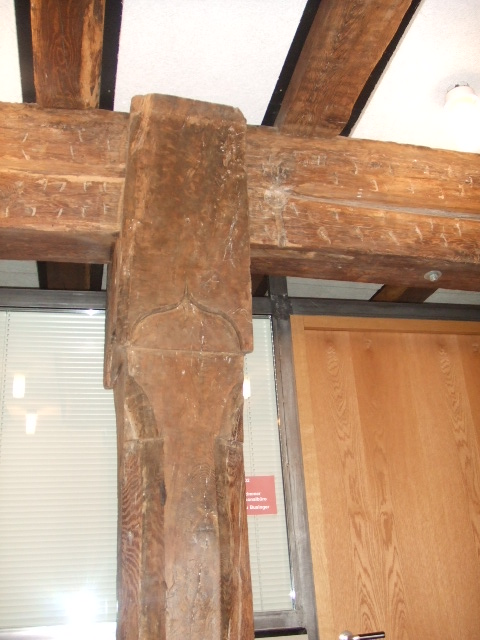
Dźwigar

Dźwigar – element konstrukcyjny (np. wiązar lub belka), poziomy lub ukośny (np. dźwigar dachowy, stropowy); fragment budowli (np. dźwigar mostowy, stanowiący zazwyczaj przęsło mostu) przenoszący obciążenia konstrukcji na podpory główne (ściany, słupy lub filary).
W zależności od materiału użytego do wykonania, może to być: 
- drewniany wiązar dachowy,
- wiązar stalowy – kratownica lub blachownica,
- pojedynczy układ prętowy – np. belka stalowa dwuteowa, belka drewniana o przekroju prostokątnym itp.